# Związki boroorganiczne

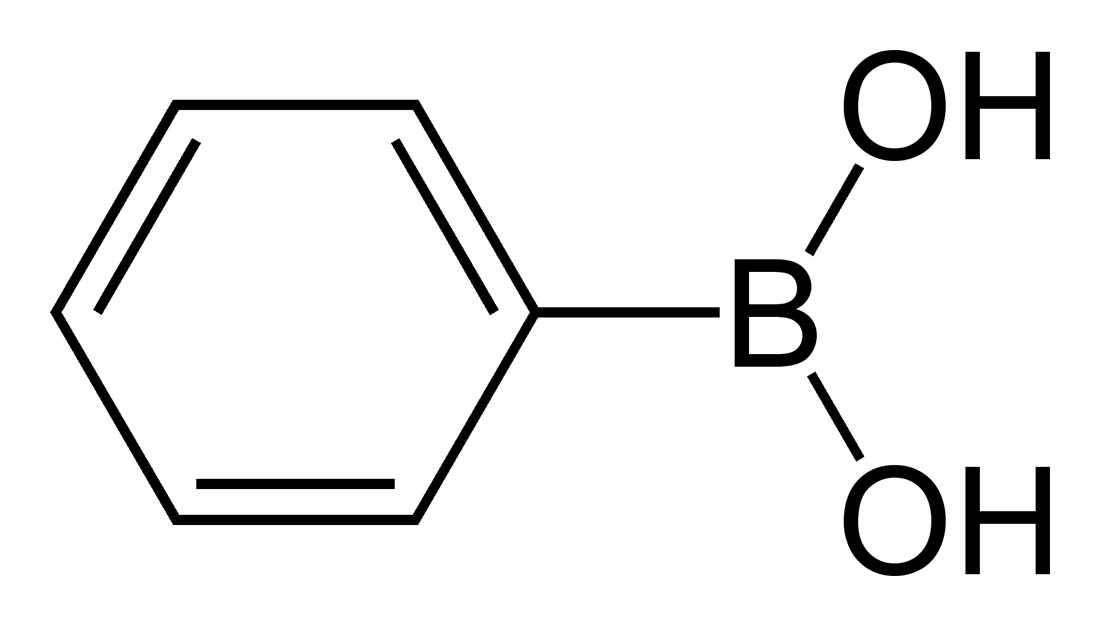
Kwas fenyloboronowy – przykład związku boroorganicznego

Związki boroorganiczne – związki organiczne boru, pochodne borowodoru (BH
3), zawierające przynajmniej jedno wiązanie bor–węgiel. Są zaliczane do związków metaloorganicznych.